# Piñeiro (Silleda)
Piñeiro (oficialmente San Xiao de Piñeiro) es una parroquia española del municipio de Silleda, perteneciente a la provincia de Pontevedra, en la comunidad autónoma de Galicia.

## Historia
Hacia mediados del siglo XIX, la parroquia tenía contabilizada una población de 420 habitantes. Aparece descrita en el decimotercer volumen del Diccionario geográfico-estadístico-histórico de España y sus posesiones de Ultramar de Pascual Madoz con las siguientes palabras:

PIÑEIRO (San Julian): felig. en la prov. de Pontevedra (8 leg.), part. jud. de Lalin (3 1/2), dióc. de Lugo, ayunt. de Chapa (1 1/2): sit. á la izq. del r. Deza: clima templado y sano. Tiene unas 80 casas en la ald. de Besteiros, Campo, Castramonde, Cuiña, Porta-Piñeiro, Santifoga, y la de su nombre. La igl. parr. (San Julian), se halla servida por un cura de provision en concurso. Confina el térm. con el mencionado r. Deza por N.; parr. de Abades al E.; por S. Lamela, y al O. Dornelas. El terreno es montuoso y desigual, pero fértil. prod.: trigo, maiz, centeno, patatas, castañas, legumbres, madera y frutas; se cria ganado vacuno, de algun trigo, patatas, nabos, hortaliza, frutas, castañas, maderas de construccion, y abundantes pastos: se cria ganado vacuno, de cerda, lanar y cabrío, y caza de liebres conejos y perdices. pobl.: 84 vec., 420 alm. contr.: con su ayunt. (V.).
(Madoz, 1849, pp. 48-49)

En la actualidad, pertenece al municipio de Silleda. En 2022, tenía empadronados 141 habitantes.